# Cruztitla, Zoquitlán
Cruztitla är en ort i Mexiko.   Den ligger i kommunen Zoquitlán och delstaten Puebla, i den sydöstra delen av landet, 260 km öster om huvudstaden Mexico City. Cruztitla ligger 1 254 meter över havet och antalet invånare är 139.
Terrängen runt Cruztitla är bergig åt sydost, men åt nordväst är den kuperad. Terrängen runt Cruztitla sluttar brant österut. Runt Cruztitla är det ganska tätbefolkat, med 96 invånare per kvadratkilometer. Närmaste större samhälle är Tecpantzacoalco, 13,9 km nordväst om Cruztitla. I omgivningarna runt Cruztitla växer i huvudsak städsegrön lövskog.